# Armonium (gruppo musicale)
Armonium è un complesso italiano di musica leggera, attivo a partire dagli anni settanta.

## Storia del complesso
La band si forma nel 1973 ed inizia ad esibirsi in varie manifestazioni locali proponendo brani inediti (composti da Stavolo e Zulian) fino ad ottenere un contratto discografico con la EMI Italiana, che li fa debuttare nel 1975. L'anno seguente partecipa al Festival di Sanremo 1976 con Stella cadente; sempre nel 1976 esegue due canzoni (Emanuelle in America e Naked Emanuelle) scritte da Nico Fidenco ed inserite nella colonna sonora del film Emanuelle in America di Joe D'Amato.
Nel 1979 la band stringe un solido rapporto professionale con Enzo Ghinazzi in arte Pupo; il cantante si avvale dei musicisti del complesso durante i suoi concerti e consente loro l'approdo nella scuderia della Baby Records, etichetta per la quale il gruppo supporta il cantante toscano in sala di registrazione. Con Baby Records incide alcuni singoli a 45 giri tra cui Bambina mia, su musica di Anna Rita Della Rosa e Franco Bracardi e testo di Gianni Boncompagni Daniele Pace e Claudio Scotti Galletta che viene pubblicato anche in Spagna e Germania. Il complesso prosegue l'attività live fino al 1984 con concerti in Europa e tournée in Canada, Stati Uniti d'America e Australia. Con Ti desidero la band partecipa al Festival di Sanremo 1980; nel 1986 cambia nuovamente casa discografica e pubblica il suo primo album, Made in Italy.
Nel 1999, prima di interrompere l'attività, dopo un periodo di pausa discografica, il complesso pubblica il secondo album Il meglio degli Armonium, comprendente alcune nuove versioni di vecchi brani e quattro inediti. L'album sarà realizzato in studio dietro la Guida di Claudio Scotti e pubblicato. Eseguono i brani Piero Martoglio, Stefano Zina e Marina Alfonsi (Mary) che partecipa nella formazione come voce femminile del gruppo. Registrano oltre agli altri brani del Cd, la canzone " Lei non ti vuole più" a tre voci. Marina Alfonsi in questa pubblicazione, "fischia" (perché così richiede il brano) insieme a Piero Martoglio, il motivo di Wanted disco d'oro in Messico nel 1976 già eseguito da Doogy degli Armonium.
Nel 2004, Claudio Scotti, il bassista e leader del gruppo nel frattempo diventato impresario, ricostituisce il gruppo per lo spettacolo itinerante Girocantando 2004, trasmesso dall'emittente televisiva Odeon TV e nel 2005 incidono l'album Davanti all'orizzonte - Omaggio a Umberto Bindi, promosso con un tour, seguito nel 2006 dall'album Opera e nel 2007 da Oro blu. Da allora il gruppo ha ripreso in modo continuativo l'attività di concerti dal vivo, sia in tour che in occasione di eventi e manifestazioni.
Nel 2011 gli Armonium passano sotto contratto con l'etichetta discografica Azzurra Music e pubblicano l'album Armonium Collection.
2013 cambiano ancora etichetta discografica in occasione dei quarant'anni dalla fondazione del gruppo, la Rockestra; incidono l'album Siamo ancora qui - 40 anni di musica insieme a cui partecipano Maurizio Mattioli, Matilde Brandi, Franco Oppini, Savino Zaba e Giucas Casella.
Nel 2014, tour estivo anche insieme a Maurizio Mattioli. 
Nel 2015, partecipazione a SANREMO DOC come ospiti d'onore. Presenti nella compilation SANREMO DOC 2015 COMPILATION con due brani: "Bambina mia e Ma perché".
Nel 2016, partecipazione a SANREMO DOC come ospiti d'onore. Presenti nella compilation SANREMO DOC 2016 COMPILATION con due brani: "Stella cadente e Canto finale".
Nel 2017, partecipazione a SANREMO DOC come ospiti d'onore. Presenti nella compilation SANREMO DOC 2017 COMPILATION con due brani: "Ti desidero e Un posto per sognare". Premiati dalla Federazione Europea per la Tutela dei Diritti Umani e Sociali nel Mondo (FEALP) con il premio "CAVALLINO D'ORO". Testimonial mondiali dell'Associazione.
Nel 2022 pubblicano un nuovo singolo dal titolo "Buon Natale a tutti voi", che vede come ospite il mitico Piero "Cucco" Martoglio alla voce.
2023, si festeggiano i 50 anni di attività. Esce su tutti i maggior Store digitali 50 anni di vita , una raccolta di brani inediti con inserito il brano storico degli Armonium: "Bambina mia", riarrangiato ed interpretato dal cantante batterista storico degli Armonium: Piero Martoglio.
2024, torna a suonare con noi: Cosimo Pastorello, chitarrista con una lunga esperienza musicale. Bentornato!!! Oltre al tour che racconta i primi 50 anni degli Armonium, è in pubblicazione un album di inediti musicali e due remix di Bambina mia con un nuovo brano intitolato: "Solo senza un perchè".  Non ultimo il docufilm: "50 Anni di vita",  uscirà sul piccolo schermo per il prossimo autunno.
2025: insieme a Giucas Casella, esce il singolo: "Fammi sentire amore", brano non accettato per partecipare al Festival di Sanremo 2025. Questo brano dà il titolo ad una tournee, contro la violenza sulle donne.

## Formazione

### 1975
- Enzo Stavolo: voce, chitarra
- Franco Zulian: tastiere
- Piero Martoglio: voce, batteria
- Claudio Scotti Galletta: basso

### 1980
- Gian Carlo Troiani: voce, chitarra
- Franco Zulian: tastiere
- Piero Martoglio: voce, batteria
- Claudio Scotti Galletta: basso

### 1988
- Gian Carlo Troiani: voce, chitarra
- Mario Folino: voce, basso
- Adriano Pagani: voce, tastiere
- Bruno Folino: batteria

### 1999
- Piero Martoglio: voce, batteria e percussioni
- Marina Alfonsi Mary: Voce solista, corista
- Stefano Zina: voce, tastiere e chitarra

### 2004
- Giuseppe Lazzari: voce, batteria
- Stefano Michelazzi: voce, chitarra
- Fulvio Contrasto: voce, tastiere
- Roberto Lazzari: voce, basso

### 2005
- Giuseppe Lazzari: voce, batteria
- Stefano Michelazzi: voce, chitarra
- Carlo Napoli: voce, tastiere
- Roberto Lazzari: voce, basso

### 2006
- Giuseppe Lazzari: voce, batteria
- Enzo Ferlazzo: voce, chitarra ([2006/2010])
- Cosimo Pastorello: voce, chitarra (2011/2012)
- Fulvio Contrasto: voce, tastiere
- Roberto Lazzari: voce, basso

### 2012
- Giuseppe Lazzari: voce, batteria
- Marco Zaccagnini: voce, chitarra (2012 - 2013)
- Fulvio Contrasto: voce, tastiere
- Roberto Lazzari: voce, basso

### 2014
- Giuseppe Lazzari: voce, batteria
- Antonio Puddu: voce, chitarra
- Fulvio Contrasto: voce, tastiere
- Roberto Lazzari: voce, basso

### 2015
- Giuseppe Lazzari: voce, batteria
- Alessio Romani: voce, chitarra
- Fulvio Contrasto: voce, tastiere
- Roberto Lazzari: voce, basso

### 2016
- Giuseppe Lazzari: voce, batteria
- Fulvio Contrasto: voce, tastiere
- Roberto Lazzari: voce, basso

### 2024
- Giuseppe Lazzari: voce, batteria
- Fulvio Contrasto: voce, tastiere
- Roberto Lazzari: voce, basso
- Cosimo Pastorello: chitarra, cori

## Discografia

### Album
- 1986 - Made in Italy (Golden Sound, LGS 1004)
- 1999 - Il meglio (DV More Record, CDDV 6335)
- 2005 - Davanti all'orizzonte - Omaggio a Umberto Bindi (Ass. Cult. Il Mio Mondo)
- 2006 - Opera (Ass. Cult. Il Mio Mondo)
- 2007 - Oro blu (Ass. Cult. Il Mio Mondo)
- 2009 - Bambina mia (Azzurra Music, TBP11470)
- 2010 - Armonium Collection (Azzurra Music)
- 2013 - Siamo ancora qui - 40 anni di musica insieme (Rockestra, RKSM 00019)
- 2023 - Armonium 50th Anniversary (Tilt Corporate/Tilt Music Production)
- 2024 - Armonium 50th Anniversary vol. II (Tilt Corporate/Tilt Music Production)

### Singoli
- 1975 - Primo amore/Pascoli del cielo (EMI Italiana, 3C006-18097)
- 1976 - Stella cadente/Lady Ann (EMI Italiana, 3C006-18147)
- 1976 - Wanted/Mascaleros (EMI Italiana, 3C006-18158; lato A pubblicato come Doogy degli Armonium)
- 1977 - Bounty Killer/Texana (EMI Italiana, 3C006-18286; entrambi i lati pubblicati come Doogy degli Armonium)
- 1979 - Bambina mia/Come un anno fa (Baby Records, BR 090)
- 1980 - Ti desidero/E penso a lei (Baby Records, BR 50210)
- 1981 - Tu di più/Se ne va (Baby Records, BR 50242)
- 1999 - Roma Padrona (Golden Sound, GSCD 035)
- 2015 - Ma perché/Bambina mia (Italdisco; pubblicati nella compilation Sanremo D.O.C. 2015)
- 2016 - Canto finale/Stella cadente (Italdisco; pubblicati nella compilation Sanremo D.O.C. 2016)
- 2017 - Un posto per sognare/Ti desidero (Italdisco; pubblicati nella compilation Sanremo D.O.C. 2017)
- 2022 - Buon Natale a tutti voi (Tilt Corporate/Tilt Music Production)
- 2023 - 50 di vita/ Bambina mia (Tilt Corporate/Tilt Music Production)
- 2024 - Solo e senza un perché (Tilt Corporate/Tilt Music Production)
- 2025 - Fammi sentire amore (Tilt Corporate/Tilt Music Production)